# Leonard Philip Cowley
Leonard Philip Cowley (* 3. Februar 1913 in Saint Paul, Minnesota; † 18. August 1973 in Minneapolis) war ein US-amerikanischer römisch-katholischer Geistlicher und Weihbischof in Saint Paul and Minneapolis.

## Leben
Leonard Philip Cowley empfing am 4. Juni 1938 durch den Erzbischof von Saint Paul, John Gregory Murray, das Sakrament der Priesterweihe für das Erzbistum Saint Paul.
Am 28. November 1957 ernannte ihn Papst Pius XII. zum Titularbischof von Pertusa und zum Weihbischof in Saint Paul (ab 1966 Saint Paul and Minneapolis). Der Erzbischof von Saint Paul, William Otterwell Brady, spendete ihm am 29. Januar 1958 in der Cathedral of Saint Paul in Saint Paul die Bischofsweihe; Mitkonsekratoren waren der Bischof von Boise, James Byrne, und der Bischof von Bismarck, Hilary Baumann Hacker. Cowley wählte den Wahlspruch Cor ad cor loquitur („Das Herz spricht zum Herzen“).
Cowley nahm an allen vier Sitzungsperioden des Zweiten Vatikanischen Konzils teil.